# 建安道

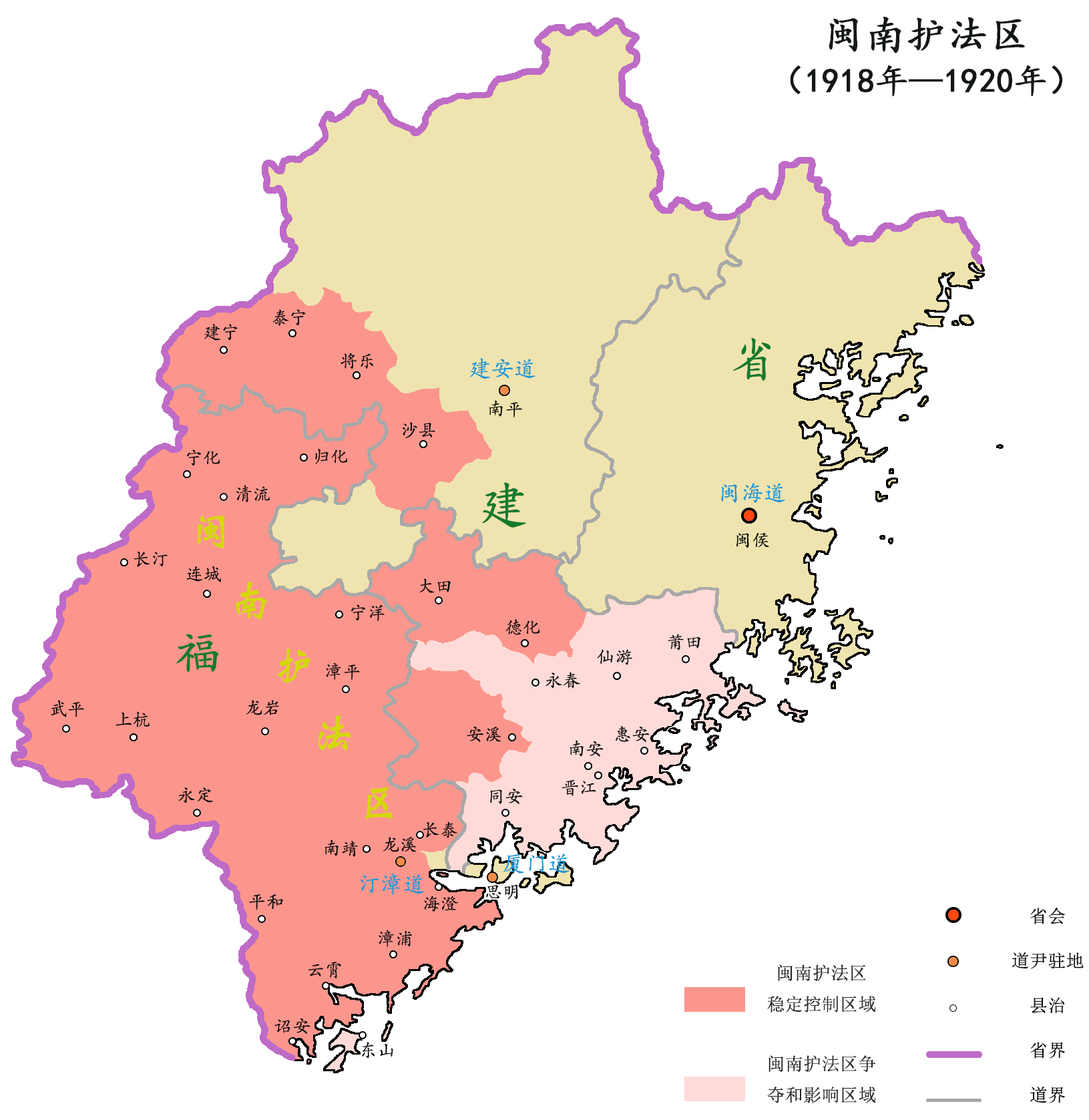
建安道

建安道，中华民国福建省已撤销的道，在今福建省北部，南平市和三明市。

## 历史沿革
民國2年（1913年）2月置北路道，民國3年（1914年）改名。道尹駐南平縣（今南平市延平区），為簡缺，三等。轄南平、將樂、沙縣、尤溪、順昌、永安、建甌、建陽、崇安、浦城、政和、松溪、邵武、光澤、泰寧、建寧等16縣。民國16年（1927年）廢。